# Hauglandshella
Hauglandshella est un village norvégien situé dans la région du Vestland, aujourd'hui compris dans la kommune d’Askøy.